# Вагенхаузен (Айфель)
Вагенхаузен (нем. Wagenhausen) — община в Германии, в земле Рейнланд-Пфальц.
Входит в состав района Кохем-Целль. Подчиняется управлению Ульмен. Население составляет 58 человек (на 31 декабря 2010 года). Занимает площадь 1,8 км².